# Mattheus Packebusch
Mattheus Packebusch (* in Stendal; † 14. Dezember 1537 in Lübeck) war ein deutscher Jurist, Syndicus und Bürgermeister der Hansestadt Lübeck.

## Leben
Packebusch war vermutlich Sohn des Bürgermeisters Arnd Packebusch in Stendal, hatte an der Universität Leipzig Rechtswissenschaft studiert und zum Doktor beider Rechte promoviert. Er war zunächst von 1495 bis 1522 als Syndicus der Hansestadt Lübeck tätig. Als Syndicus gilt er in Norddeutschland als der erste Rechtsgelehrte, der selbst aus einer ratsfähigen Familie stammte. In dieser Zeit begleitete er die Lübecker Interessenpolitik auf ihren wichtigen auswärtigen Stationen wie
- 1495 Wismar
- 1496/97 beriet er den Hamburger Bürgermeister Hermann Langenbeck gemeinsam mit Albert Krantz bei der Überarbeitung des Stadtrechts (Stadtbuch), das 1497 Gesetzeskraft erlangte.[2]
- 1498 Narva
- 1499 Brügge
- 1503 Kopenhagen, Stralsund, Rostock
- 1504 Münster, Brügge
- 1506 Kiel
- 1512 war er gemeinsam mit dem Hildesheimer Domherren Mattheus Meyer Vertreter der Wendischen Städte im Streit mit den Niederlanden
- 1513 bei Christian II. in Kopenhagen, „sowie mit holländischen Abgeordneten über Verlängerung des Waffenstillstands“
- 1514 in Bremen zu Friedensverhandlungen mit den Holländern
- die 1516 in Antwerpen fortgesetzt wurden
- 1521 vertrat er Lübeck auf dem Reichstag zu Worms

1522 wurde er in den Rat der Stadt Lübeck erwählt, dies unter Beibehaltung seines protokollarischen Ranges als Syndicus gleich nach den vier Bürgermeistern und vor den übrigen Ratsherren. Fehling vermutet, auch unter Beibehaltung seines Gehalts.
1525 vertrat er Lübeck bei den Schlichtungsverhandlungen zwischen Erzbischof und Domkapitel von Bremen und der Stadt Bremen.
1528 wurde er im Rat zu einem der Lübecker Bürgermeister erwählt. Er blieb zeitlebens ein Vertreter der alten Ordnung und Gegner der Reformation. In der Zeit der bürgerlichen Unruhen der Reformationszeit blieb er im Gegensatz zu Hermann Plönnies und Nikolaus Brömse in Lübeck und wurde, wie auch der vierte Bürgermeister Joachim Gercken im April 1531 drei Tage auf dem Lübecker Rathaus gefangen gesetzt. Ende 1532 trat er wegen fortgeschrittenen Alters aus dem Rat aus, trat diesem aber am 12. November 1534 wieder bei und sorgte für eine gewisse Kontinuität nach der Entmachtung Jürgen Wullenwevers.
Packebusch war verheiratet mit Christine, geb. Runge. Von den Söhnen des Paares ging Arndt Packebusch nach Reval und war dort von 1542 bis 1571 Ratsherr und Bürgermeister. Hieronymus Packebusch wurde Ratsherr in Lübeck (1541–1550).
Er gilt als möglicher Auftraggeber der Ausmalung des um 1500 entstandenen Seitenflügels des Hauses Mengstraße 60 mit einer Wurzel-Jesse-Darstellung.